# Didius Iulianus
Didius Iulianus (latină: Marcus Didius Salvius Julianus); (n. 133 d.Hr., Mediolanum⁠(d), Galia Cisalpină, Roma Antică – d. 1 iunie 193 d.Hr., Roma, Imperiul Roman) a fost împărat roman de la 28 martie la 1 iunie 193.
Didius Iulianus era un senator foarte bogat, originar din Gallia. A devenit împărat cumpărând la mezat tronul imperial de la pretorieni, care, după tulburările ce avuseseră loc la moartea împăratului Pertinax, au scos tronul imperial la vânzare, pentru cel mai bun preț. A fost recunoscut de Senat și de pretorieni, nu însă și de legiunile de la Dunăre de sub comanda lui Septimius Severus, care, de altfel, l-au detronat și ucis.

## O carieră senatorială onorabilă
Data nașterii lui Didius Iulianus, fiu al lui Quintus Petronius Didius Julianus și al soției acestuia, Aemilia Clara, familie nobilă din Mediolanum, variază în funcție de sursele cercetate: 30 ianuarie 133, potrivit lui Cassius Dio și 2 februarie 137, potrivit Istoriei Auguste. Scurta sa domnie ne este prezentată și de Herodianus, istoricul grec. Viața lui Didius Iulianus de dinaintea accederii sale la putere ne este prezentată de culegerea anonimă Historia Augusta. Ceea ce aflăm din Historia Augusta ne este confirmat de inscripțiile latine și de arheologie. Crescut de Domitia Lucilla, mama lui Marcus Aurelius, Didius Iulianus a devenit consul în 175, după începuturi de cariere destul de notabile.
Protejat fiind de mama lui Marcus Aurelius, apoi de Marcus Aurelius însuși, Didius Iulianus a efectuat misiuni militare în Ahaia, apoi în Africa, aceasta din urmă sub conducerea rudeniei sale, prestigiosul jurist african Publius Salvius Iulianus.
A condus apoi Legiunea a XXII-a Primigenia, legiune situată la Mogontiacum (azi Mainz), în Germania superior, înainte de a efectua o îndelungată guvernare a Galliei Belgica. A trebuit să organizeze apărarea provinciei sale contra atacului caucilor, germani care au efectuat un raid de-a lungul coastelor Mării Nordului. Această apărare a fost improvizată, Gallia Belgica neavând, la timpul respectiv, trupe militare în garnizoană permanentă. Săpăturile din tabăra de la Maldegem au degajat recent și au permis datarea uneia dintre taberele romane legate de această operație militară. Urmele arheologice ale distrugerilor au fost legate de acest atac al caucilor, dar într-un mod mai puțin sigur.
Consulatul a recompensat, în 175, aceste acțiuni de succes, înainte de a i se încredința lui Didius Iulianus guvernările Dalmației, Germaniei inferior, apoi a Bithyniei. Începutul domniei lui Commodus și represiunea consecutivă conjurației  conduse de Lucilla (sora mai mare a lui Commodus), au condus la trecerea lui Didius Iulianus într-o perioadă de dizgrație. S-a îndepărtat de viața publică și s-a refugiat în proprietățile sale de la Mediolanum.

## O accedere la putere contestată și de scurtă durată
Când împăratul Pertinax este asasinat de Garda Pretoriană, Didius Iulianus, împins de apropiații săi, revendică tronul. Se duce în tabăra pretorienilor, dar se izbește de socrul lui Pertinax, Titus Flavius Sulpicianus, care revendică și el tronul. Pretorienii îi pun atunci pe cei doi pretendenți să liciteze donativa lor viitoare. Iulianus câștigă promițând fiecărui soldat din gardă câte 25.000 de sesterți. Acest episod a fost considerat în continuare deosebit de rușinos, imperiul părând să fie pus la mezat de soldații săi. Senatul, amenințat de militari, îl numește împărat pe Didius Iulianus, iar soția și fiica acestuia primesc titlul de „Augusta”.
Rapid, Iulianus se dovedește foarte nepopular, iar mulțimea îl huiduie când se prezintă la circ. Trei generali (Pescennius Niger în Siria, Clodius Albinus în Britannia și Septimius Severus în Pannonia) se revoltă. Septimius Severus se deplasează la Roma, îl detronează pe Didius Iulianus și ordonă să i se taie capul, la 1 iunie 193. Apoi, dizolvă Garda Pretoriană și ordonă executarea asasinilor lui Pertinax. Începe un război civil, care va dura până în 197.

## Monede

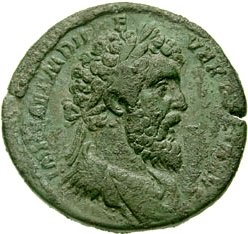
Sesterț emis sub Didius Iulianus; avers (fig. 1)

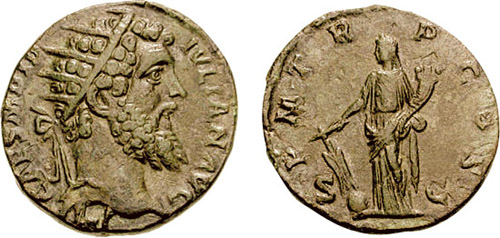
Dupondius emis sub Didius Iulianus; avers: IMP CAES M DID IVLIAN AVG, cap cu coroanp radială, spre dreapta; revers: P M TR P COS, S-C Fortuna Redux, în picioare, cu capul spre stânga, conduce globul terestru, cu o mână ținând o vâslă-cârmă, iar cu cealaltă mână ținând cornul abundenței (fig. 2)

Monedele bătute la Roma în timpul scurtei domnii a lui Iulianus ne permit să avem portretul său (fig. 1). Mesajele politice pe care le vehiculează sunt obișnuite. Iulianus se proclamă RECTOR ORBIS, adică „stăpân al lumii”. Această tematică o regăsim în figura zeiței Fortuna, care conduce  globul terestru cu o mână, ținând o vâslă-cârmă, iar cu cealaltă mână ținând cornul abundenței. Această figură implică mesajul că ajungerea la putere a lui Iulianus nu este decât expresia voinței zeilor, fiind și un gaj al prosperității pentru întreg Imperiul (fig. 2). În mesajele sale politice, prezente pe monede, le asociază pe soția sa, Manilia Scantilla și pe fiica sa Didia Clara. Pe monede a celebrat și concordia între armate, CONCORDIA MILITVM, însă acest fapt nu l-a ajutat să fie sprijinit de legiunile din provincii.

## Nume succesive
- 133 sau 137, se naște Marcus Didius Severus Iulianus
- Martie 193, accede pe tronul Imperiului: Imperator Caesar Marcus Didius Severus Julianus Augustus
- Iunie 193, titulatura la moartea sa: Imperator Caesar Marcus Didius Severus Julianus Augustus, Tribuniciae Potestatis I, Imperator I, Consul I, Pater Patriae.